# Maxime Cressy
Maxime Cressy (* 8. Mai 1997 in Paris, Frankreich) ist ein US-amerikanisch-französischer Tennisspieler.

## Karriere
Cressy spielte seine ersten Turniere 2016 auf der drittklassigen ITF Future Tour. Dort gewann er 2017 an der Seite von Ugo Humbert seinen ersten Titel im Doppel. Diesem ließ er im Folgejahr acht weitere folgen, wodurch er sich in der Weltrangliste um über 850 Ränge verbesserte und im Dezember mit dem 260. Rang seinen bisherigen Karrierehöchstwert erreichte. Von 2015 bis 2019 absolvierte Cressy außerdem ein Studium an der UCLA, wo er auch College Tennis spielte. Im Januar 2019 feierte er in Columbus sein Debüt auf der höher dotierten ATP Challenger Tour. An der Seite von Bernardo Saraiva gelang ihm der Einzug ins Finale – im Viertelfinale schlugen sie das topgesetzte Duo Romain Arneodo und Andrej Wassileuski – wo sie die US-amerikanische Paarung Robert Galloway und Nathaniel Lammons besiegten. Im Februar gewann er in Cleveland seinen ersten Einzeltitel.

## Erfolge
| Legende (Anzahl der Siege) |
| Grand Slam                 |
| ATP Finals                 |
| ATP Tour Masters 1000      |
| ATP Tour 500 (1)           |
| ATP Tour 250 (1)           |
| ATP Challenger Tour (6)    |

| ATP-Titel nach Belag |
| Hartplatz (1)        |
| Sand (0)             |
| Rasen (1)            |

### Einzel

#### Turniersiege

##### ATP World Tour
| Nr. | Datum         | Turnier | Belag | Finalgegner      | Ergebnis       |
| --- | ------------- | ------- | ----- | ---------------- | -------------- |
| 1.  | 17. Juli 2022 | Newport | Rasen | Alexander Bublik | 2:6, 6:3, 7:63 |

##### ATP Challenger Tour
| Nr. | Datum              | Turnier       | Belag         | Finalgegner        | Ergebnis        |
| --- | ------------------ | ------------- | ------------- | ------------------ | --------------- |
| 1.  | 3. Februar 2019    | Cleveland     | Hartplatz (i) | Mikael Torpegaard  | 6:74, 7:66, 6:3 |
| 2.  | 23. Februar 2020   | Drummondville | Hartplatz (i) | Arthur Rinderknech | 6:74, 6:4, 6:4  |
| 3.  | 5. Dezember 2021   | Forlì         | Hartplatz (i) | Matthias Bachinger | 6:4, 6:2        |
| 4.  | 17. September 2023 | Rennes        | Hartplatz (i) | Benjamin Bonzi     | 6:3, 2:0 aufgg. |

#### Finalteilnahmen
| Nr. | Datum            | Turnier     | Belag         | Finalgegner   | Ergebnis        |
| --- | ---------------- | ----------- | ------------- | ------------- | --------------- |
| 1.  | 9. Januar 2022   | Melbourne   | Hartplatz     | Rafael Nadal  | 6:76, 3:6       |
| 2.  | 25. Juni 2022    | Eastbourne  | Rasen         | Taylor Fritz  | 2:6, 7:64, 6:74 |
| 3.  | 12. Februar 2023 | Montpellier | Hartplatz (i) | Jannik Sinner | 6:73, 3:6       |

### Doppel

#### Turniersiege

##### ATP Tour
| Nr. | Datum        | Turnier | Belag     | Partner        | Finalgegner                      | Ergebnis  |
| --- | ------------ | ------- | --------- | -------------- | -------------------------------- | --------- |
| 1.  | 4. März 2023 | Dubai   | Hartplatz | Fabrice Martin | Lloyd Glasspool Harri Heliövaara | 7:62, 6:4 |

##### ATP Challenger Tour
| Nr. | Datum            | Turnier  | Belag         | Partner          | Finalgegner                       | Ergebnis  |
| --- | ---------------- | -------- | ------------- | ---------------- | --------------------------------- | --------- |
| 1.  | 12. Januar 2019  | Columbus | Hartplatz (i) | Bernardo Saraiva | Robert Galloway Nathaniel Lammons | 7:5, 7:63 |
| 2.  | 27. Oktober 2019 | Hamburg  | Hartplatz (i) | Jamie Cerretani  | John-Patrick Smith Ken Skupski    | 6:4, 6:4  |

#### Finalteilnahmen
| Nr. | Datum            | Turnier     | Belag         | Partner         | Finalgegner                  | Ergebnis          |
| --- | ---------------- | ----------- | ------------- | --------------- | ---------------------------- | ----------------- |
| 1.  | 12. Februar 2023 | Montpellier | Hartplatz (i) | Albano Olivetti | Robin Haase Matwé Middelkoop | 6:74, 6:4, [6:10] |

## Abschneiden bei Grand-Slam-Turnieren

### Einzel
| Turnier         | 2019 | 2020 | 2021 | 2022 | 2023 | 2024 | Karriere |
| --------------- | ---- | ---- | ---- | ---- | ---- | ---- | -------- |
| Australian Open | —    | Q1   | 2    | AF   | 2    | Q2   | AF       |
| French Open     | —    | Q1   | Q1   | 1    | 1    | Q1   | 1        |
| Wimbledon       | —    |      | Q3   | 2    | 1    | Q3   | 2        |
| US Open         | Q1   | 2    | 2    | 1    | Q2   | Q3   | 2        |

Zeichenerklärung: S = Turniersieg; F, HF, VF, AF = Einzug ins Finale / Halbfinale / Viertelfinale / Achtelfinale; 1, 2, 3 = Ausscheiden in der 1. / 2. / 3. Hauptrunde; Q1, Q2, Q3 = Ausscheiden in der 1. / 2. / 3. Qualifikationsrunde; nicht ausgetragen